# Prosper-Louis-Pascal Guéranger

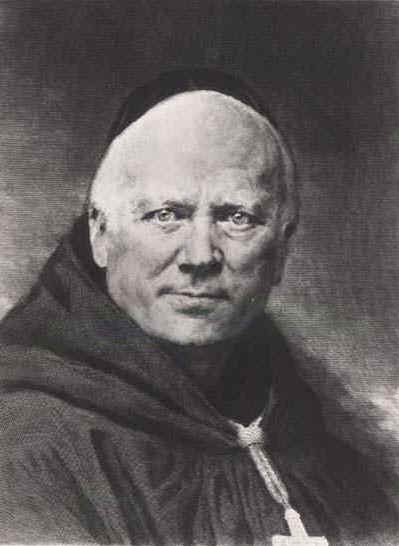
Abt Prosper-Louis-Pascal Guéranger

Abtswappen Guérangers

Dom Prosper-Louis-Pascal Guéranger OSB (* 4. April 1805 in Sablé-sur-Sarthe; † 30. Januar 1875 in Solesmes bei Sablé-sur-Sarthe) war der Begründer einer liturgischen Bewegung ab der Mitte des 19. Jahrhunderts und erster Abt des wiederbegründeten Benediktinerklosters Solesmes.

## Leben
Am 7. Oktober 1827 empfing er die Priesterweihe. Bereits 1832 erwarb er ein schon seit Jahren verlassenes Maurinerpriorat bei Solesmes. Schon nach einem knappen Jahr der Renovierung konnte er das Kloster am 11. Juli 1833 eröffnen. Sechs Jahre später – am 26. Juli 1837 – legte er in der Benediktinerabtei Sankt Paul vor den Mauern in Rom die Profess ab und wurde von Papst Gregor XVI. zum 1. September desselben Jahres zum ersten Abt von Solesmes und gleichzeitig zum Generaloberen der noch zu reformierenden Französischen Benediktinerkongregation ernannt. Zudem bemühte er sich um eine traditionsorientierte Reform der Kongregation.
Von der Mutterabtei Saint Pierre in Solesmes aus erfolgten die Klostergründungen am Heiligtum des Martin von Tours in Ligugé (1853), St. Marie-Madeleine in Marseille (1865) und der Nonnenabtei St. Cécile bei Solesmes (1866). Der hochqualifizierte, einflussreiche und reformeifrige Liturgiker Guéranger bemühte sich erfolgreich, die liturgischen Sonderformen und Einzelriten aller französischen Bistümer durch die verbindliche Einführung des bereits mit dem Apostolischen Siegelschreiben Papst Pius V. Quo primum am 14. Juli 1570 in Kraft getretenen römischen Ritus zu ersetzen. Quo primum verbot alle Riten, die nicht seit mindestens 200 Jahren bestanden. In der Frage der Dogmatisierung der Unbefleckten Empfängnis Mariens (die 1854 durch Papst Pius IX. erfolgte) wurde Guéranger in den Beratungsprozess des französischen Episkopats miteinbezogen. Er förderte die Dogmatisierung in Frankreich sehr und verteidigte sie dann später auch in zahlreichen Kleinschriften. Prosper Guéranger galt als Ultramontanist. Dies kommt besonders in seiner äußerst vehementen – teilweise polemischen – Verteidigung der 1870 auf dem Ersten Vatikanischen Konzil beschlossenen und ebenfalls dogmatisierten Unfehlbarkeit des Papstes zum Ausdruck. Guéranger förderte zudem ideell die Gründung einer am streng monastischen Stil von Solesmes orientierten deutschen Benediktinerkongregation, die dann ab 1863 vom Kloster Beuron aus verwirklicht wurde.

### Restitution des Gregorianischen Gesanges
Seit der Mitte des 19. Jahrhunderts setzte sich Prosper Guéranger stark für die Restitution des Gregorianischen Gesanges ein, indem er insbesondere seine Mitbrüder Paul Jausions und Joseph Pothier beauftragte, alte Neumenhandschriften zu sammeln und zu vergleichen. Als Ergebnis dieser Arbeiten entstand 1864 in seiner Abtei das Directorium Chori, das als erstes Choralbuch der Restitution einen wichtigen Meilenstein bei der Wiederentdeckung der Bedeutung der Neumen darstellt.

### Seligsprechungsprozess
2005 nahm der Vatikan das Seligsprechungsverfahren für Guéranger an.

## Schriften
- Das Leben der hl. Märtyrerin Cäcilia
- Das liturgische Jahr bzw. das Kirchenjahr (L’Année liturgique)
- Die höchste Lehrgewalt des Papstes, Mainz, Kirchheim 1870
- Das Kirchenjahr, komplett in 15 Bänden, Autorisierte Übersetzung, Mainz, Kirchheim 1874–1902
  - Die heilige Adventszeit, in der Reihe: Das Kirchenjahr, Band 1, Mainz, Kirchheim 1904, 3. Auflage
  - Die heilige Vorfastenzeit (Septuagesima), in der Reihe: Das Kirchenjahr, Band 4, Mainz, Kirchheim 1876
  - Die heilige Fastenzeit, in der Reihe: Das Kirchenjahr, Band 5, Mainz, Kirchheim 1877.
  - Die Passions- und die Charwoche [Karwoche], in der Reihe: Das Kirchenjahr, Band 6, Mainz, Kirchheim 1877
  - Die österliche Zeit, komplett in 3 Bänden / Abteilungen: I., II. und III. Abtheilung, in der Reihe: Das Kirchenjahr, Band 7–9, Mainz, Kirchheim 1878–80
  - Die Zeit nach Pfingsten I. Abtheilung, in der Reihe: Das Kirchenjahr, Band 10, Mainz, Kirchheim 1899, 2. Auflage
  - Die Zeit nach Pfingsten II. Abtheilung, in der Reihe: Das Kirchenjahr, Band 11, Mainz, Kirchheim 1904, 2. Auflage
- Geschichte der Liturgie (Drei Bände)
- Die höchste Lehrgewalt des Papstes
- Erklärung der Gebete und Ceremonien (Zeremonien) der heiligen Messe, Mit einer Vorrede von J. B. Heinrich, Mainz, Kirchheim 1884

Werke in deutscher autorisierter Übersetzung erschienen 1870–1900 bei Franz Kirchheim, Mainz.